# Weitensfeld im Gurktal
Weitensfeld im Gurktal ist eine österreichische Marktgemeinde mit 1998 Einwohnern (Stand 1. Jänner 2024) im Bezirk St. Veit an der Glan in Kärnten.

## Geographie
Der Hauptort Weitensfeld liegt im Gurktal, das rund 96 km² große Gemeindegebiet erstreckt sich über eine Seehöhe von 700 bis 1700 m bis in die südlich gelegenen Wimitzer Berge und die nördlich gelegenen Gurktaler Alpen.

### Gemeindegliederung
Die Gemeinde ist in sieben Katastralgemeinden eingeteilt (Altenmarkt, Braunsberg, Linder, Thurnhof, Weitensfeld, Wullroß, Zweinitz) in denen sich folgende 41 Ortschaften befinden (in Klammern Einwohnerzahl Stand 1. Jänner 2024):
- Ading (8)
- Aich (68)
- Altenmarkt (25)
- Bach (Zweinitz) (1)
- Braunsberg (39)
- Brunn (Zweinitz) (23)
- Dalling (8)
- Dielach (2)
- Dolz (27)
- Edling (66)
- Engelsdorf (30)
- Grabenig (47)
- Grua (12)
- Hafendorf (72)
- Hardernitzen (56)
- Hundsdorf (17)
- Kaindorf (144)
- Kleinglödnitz (3)
- Kötschendorf (61)
- Kraßnitz (11)
- Lind (23)
- Massanig (0)
- Mödring (16)
- Mödritsch (2)
- Nassing (7)
- Niederwurz (0)
- Oberort (36)
- Planitz (45)
- Psein (27)
- Reinsberg (14)
- Sadin (23)
- St. Andrä (66)
- Steindorf (10)
- Traming (15)
- Tschriet (19)
- Weitensfeld (537)
- Wullroß (0)
- Wurz (2)
- Zammelsberg (80)
- Zauchwinkel (8)
- Zweinitz (348)

### Nachbargemeinden
| Glödnitz        | Metnitz                                     | Straßburg   |
| Deutsch-Griffen | Kompassrose, die auf Nachbargemeinden zeigt | Gurk        |
| Albeck          | Steuerberg                                  | Frauenstein |

### Klima
|                        | Jan  | Feb  | Mär  | Apr  | Mai  | Jun  | Jul  | Aug  | Sep  | Okt  | Nov  | Dez  |   |      |
| Mittl. Temperatur (°C) | −4,6 | −2,5 | 1,7  | 6,2  | 11,7 | 15,0 | 16,8 | 16,0 | 11,8 | 7,2  | 1,2  | −3,4 | ⌀ | 6,5  |
| Mittl. Tagesmax. (°C)  | 0,8  | 4,5  | 9,1  | 13,8 | 19,1 | 22,2 | 24,4 | 23,6 | 19,2 | 13,6 | 6,1  | 1,0  | ⌀ | 13,2 |
| Mittl. Tagesmin. (°C)  | −8,3 | −6,9 | −3,0 | 0,8  | 5,8  | 9,2  | 11,0 | 10,9 | 7,3  | 3,5  | −1,8 | −6,3 | ⌀ | 1,9  |
|                        |      |      |      |      |      |      |      |      |      |      |      |      |   |      |
| Niederschlag (mm)      | 20   | 23   | 39   | 53   | 85   | 118  | 131  | 126  | 93   | 80   | 67   | 36   | Σ | 871  |
|                        |      |      |      |      |      |      |      |      |      |      |      |      |   |      |
| Luftfeuchtigkeit (%)   | 68,4 | 53,0 | 48,2 | 46,5 | 48,2 | 51,1 | 50,6 | 53,4 | 55,6 | 61,5 | 69,0 | 75,1 | ⌀ | 56,8 |

| −8,3 |

| −6,9 |

| −3,0 |

| 0,8 |

| 5,8 |

| 9,2 |

| 11,0 |

| 10,9 |

| 7,3 |

| 3,5 |

| −1,8 |

| −6,3 |

| −8,3 |

| −6,9 |

| −3,0 |

| 0,8 |

| 5,8 |

| 9,2 |

| 11,0 |

| 10,9 |

| 7,3 |

| 3,5 |

| −1,8 |

| −6,3 |

## Geschichte

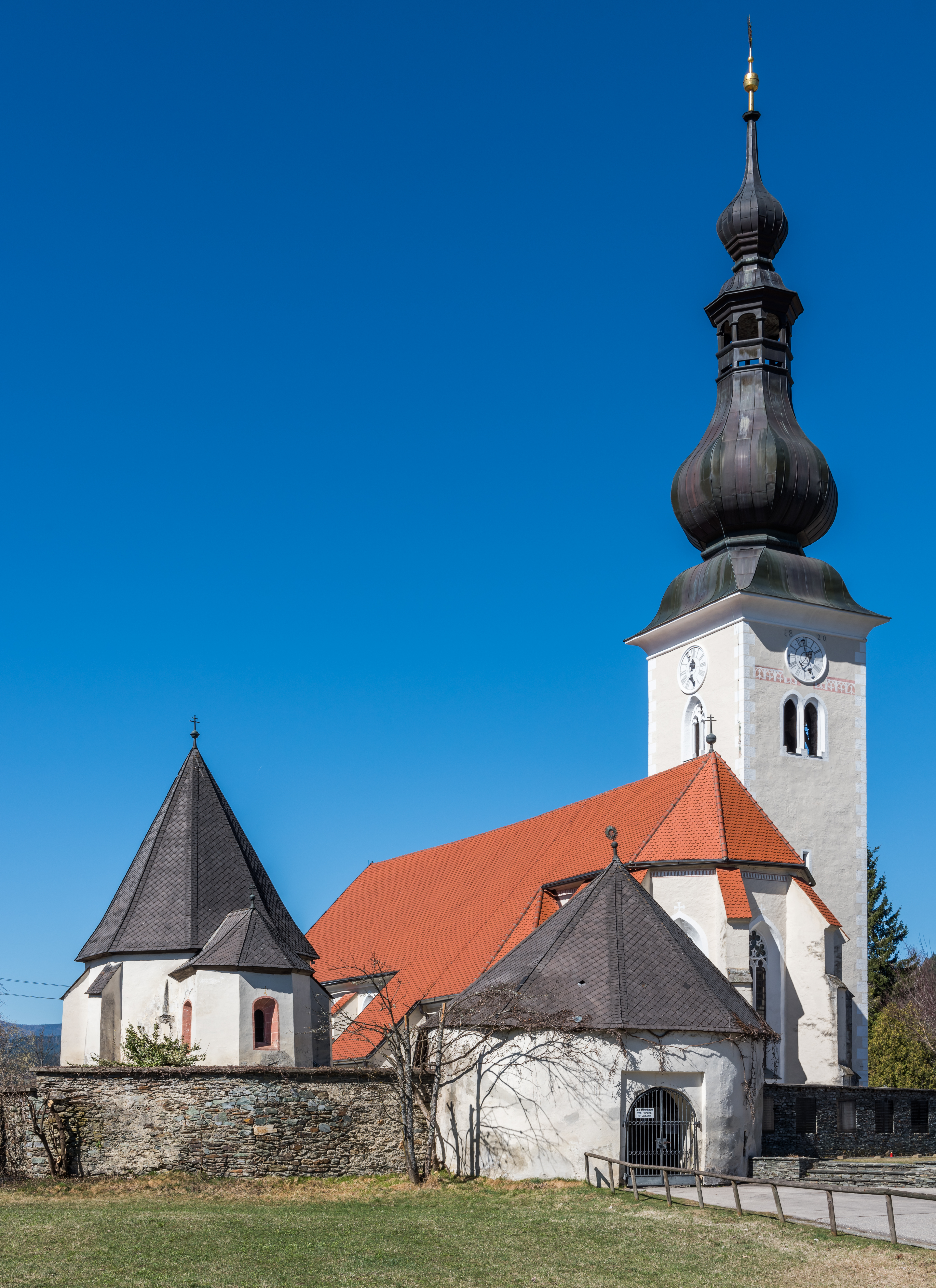
Pfarrkirche Hl. Johannes Ev. in Weitensfeld

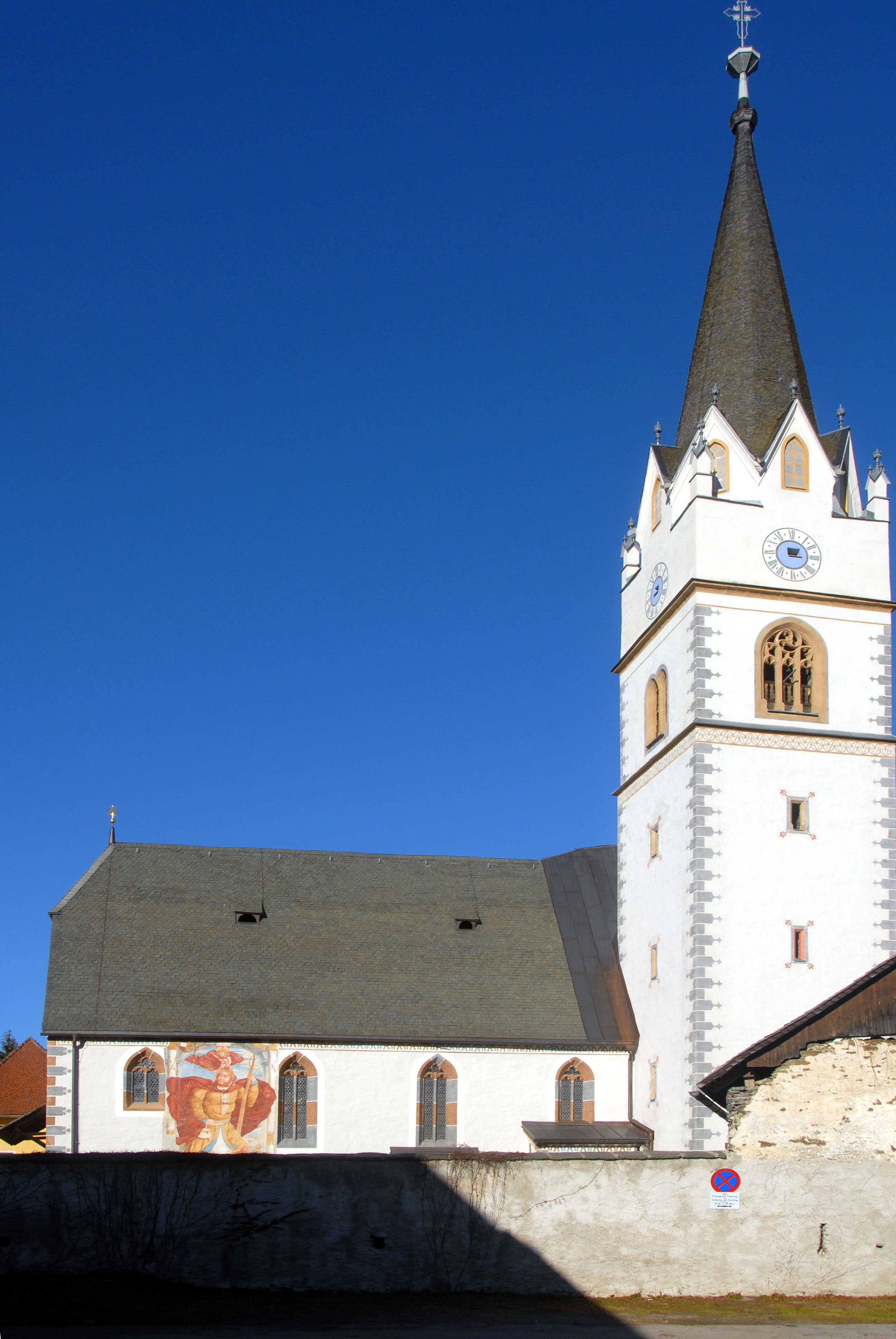
Wehrkirche Altenmarkt

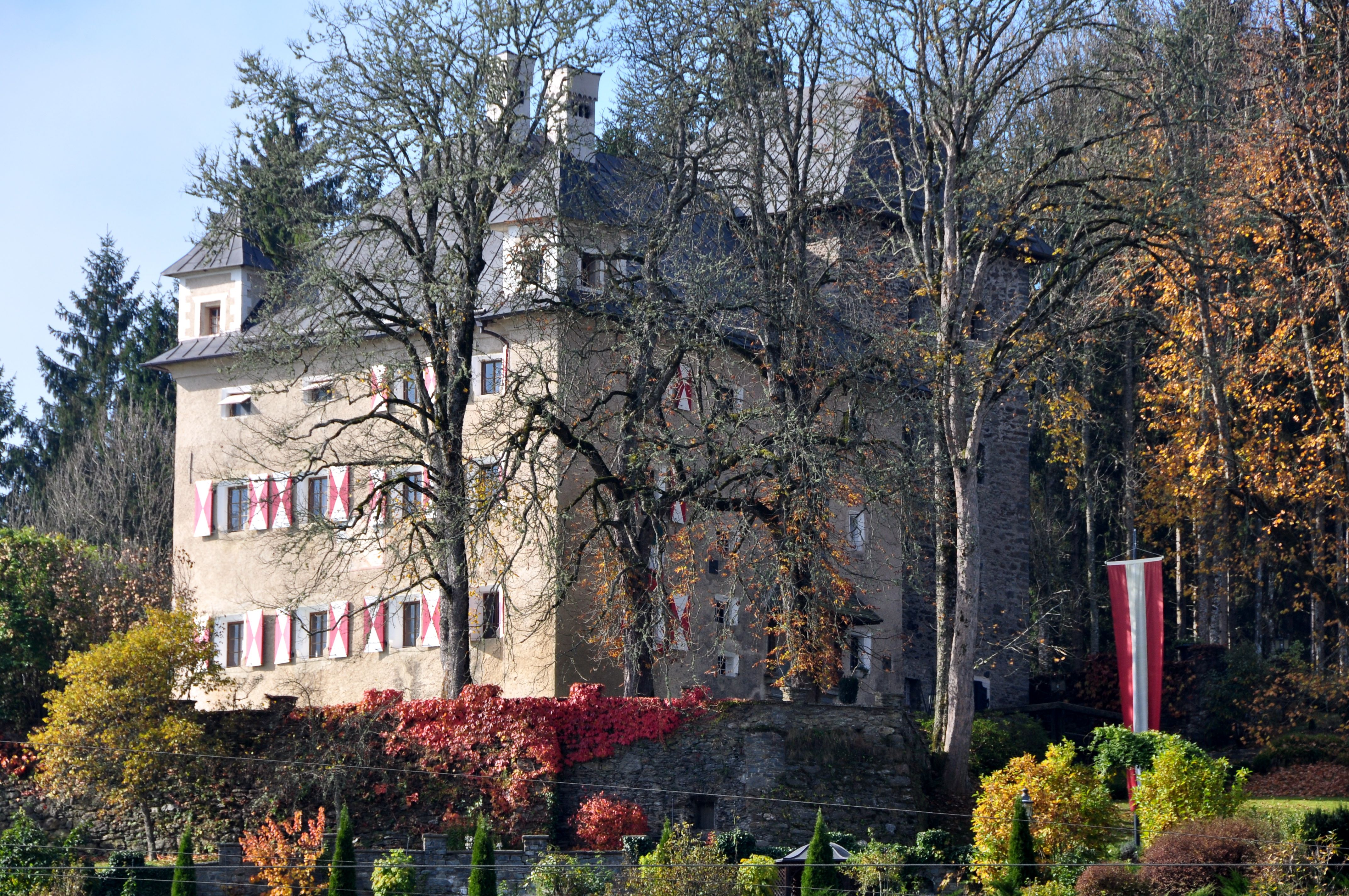
Schloss Thurnhof in Zweinitz

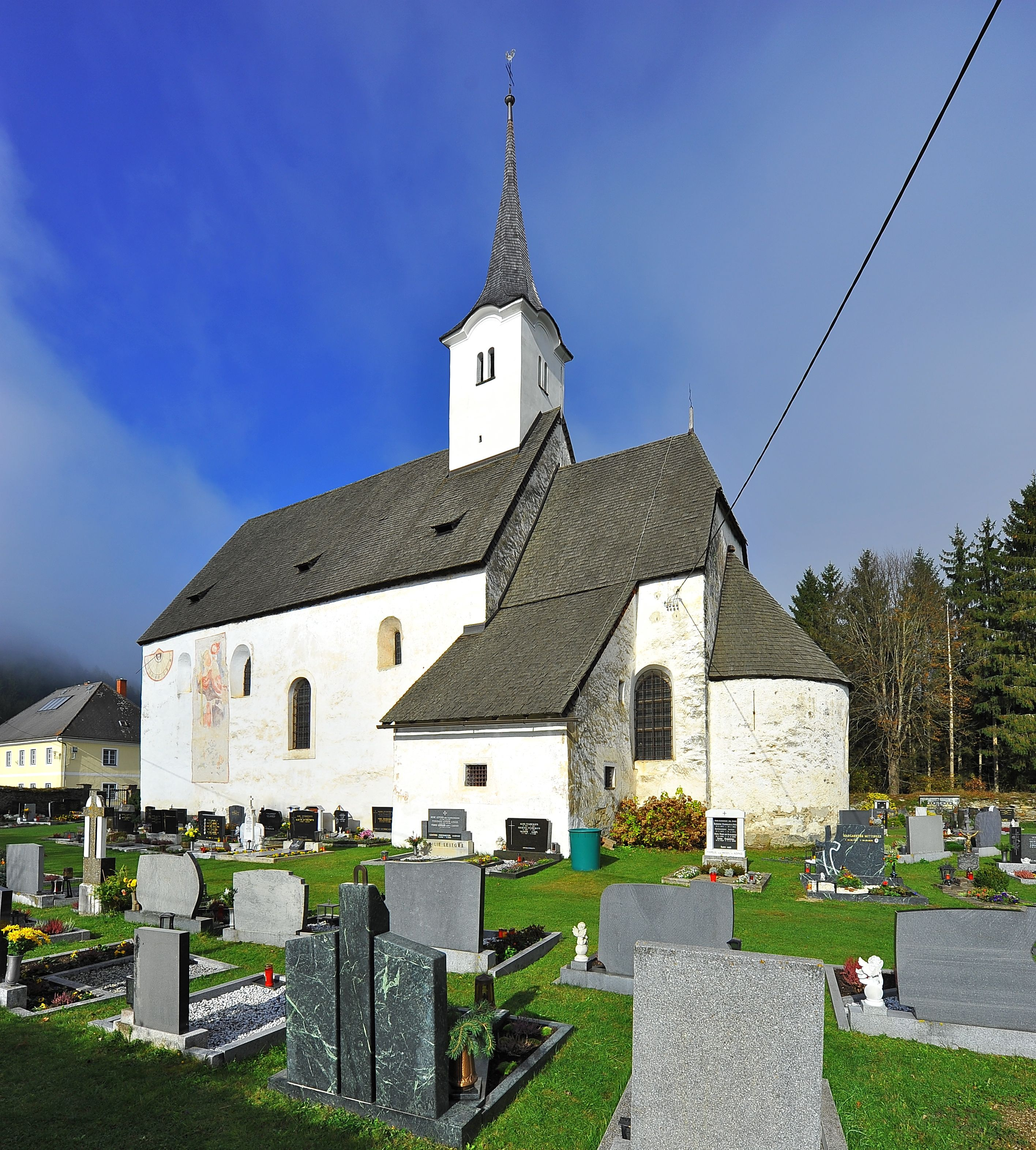
Wehrkirche Zweinitz

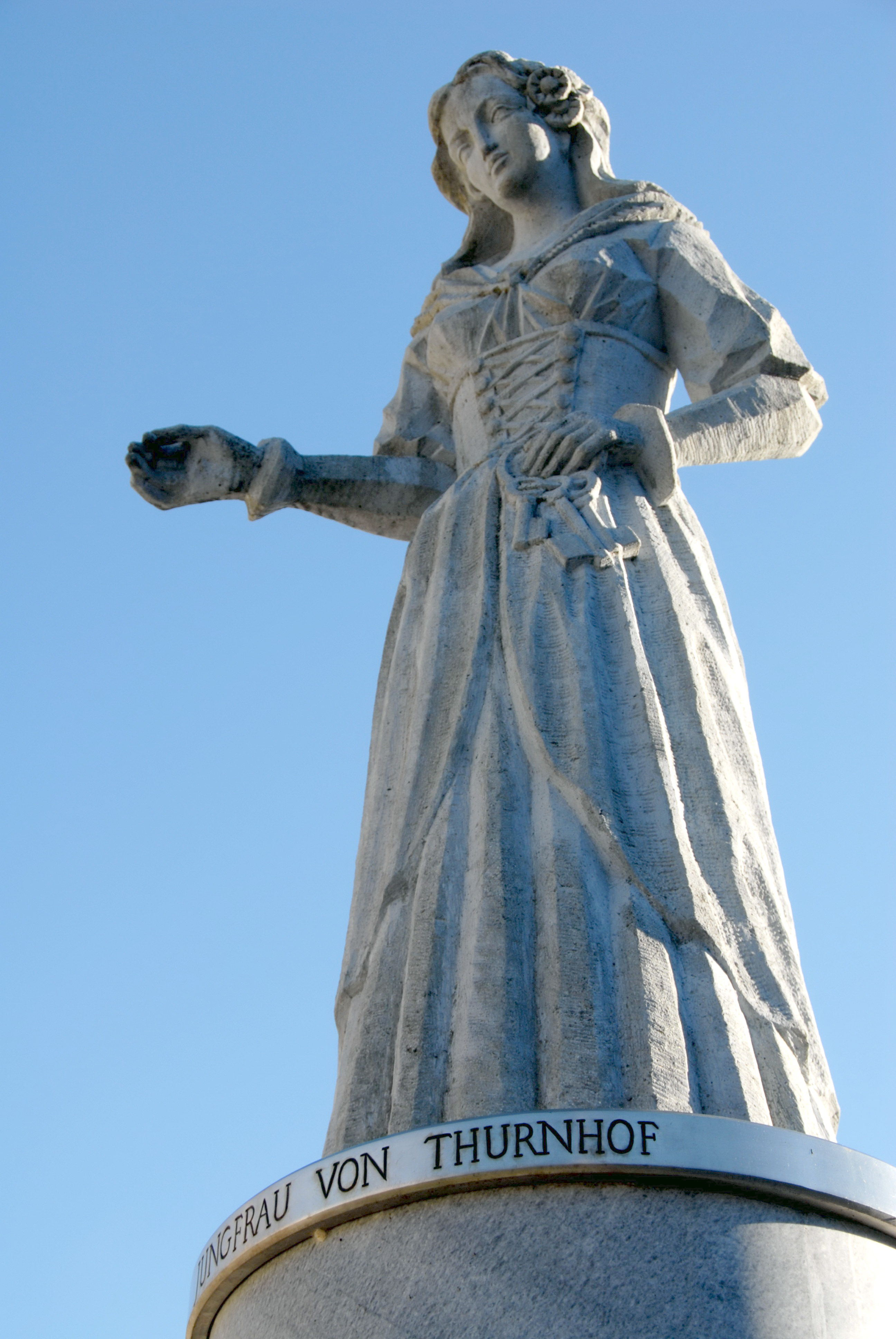
Steinerne Jungfrau von Thurnhof auf dem Weitensfelder Hauptplatz

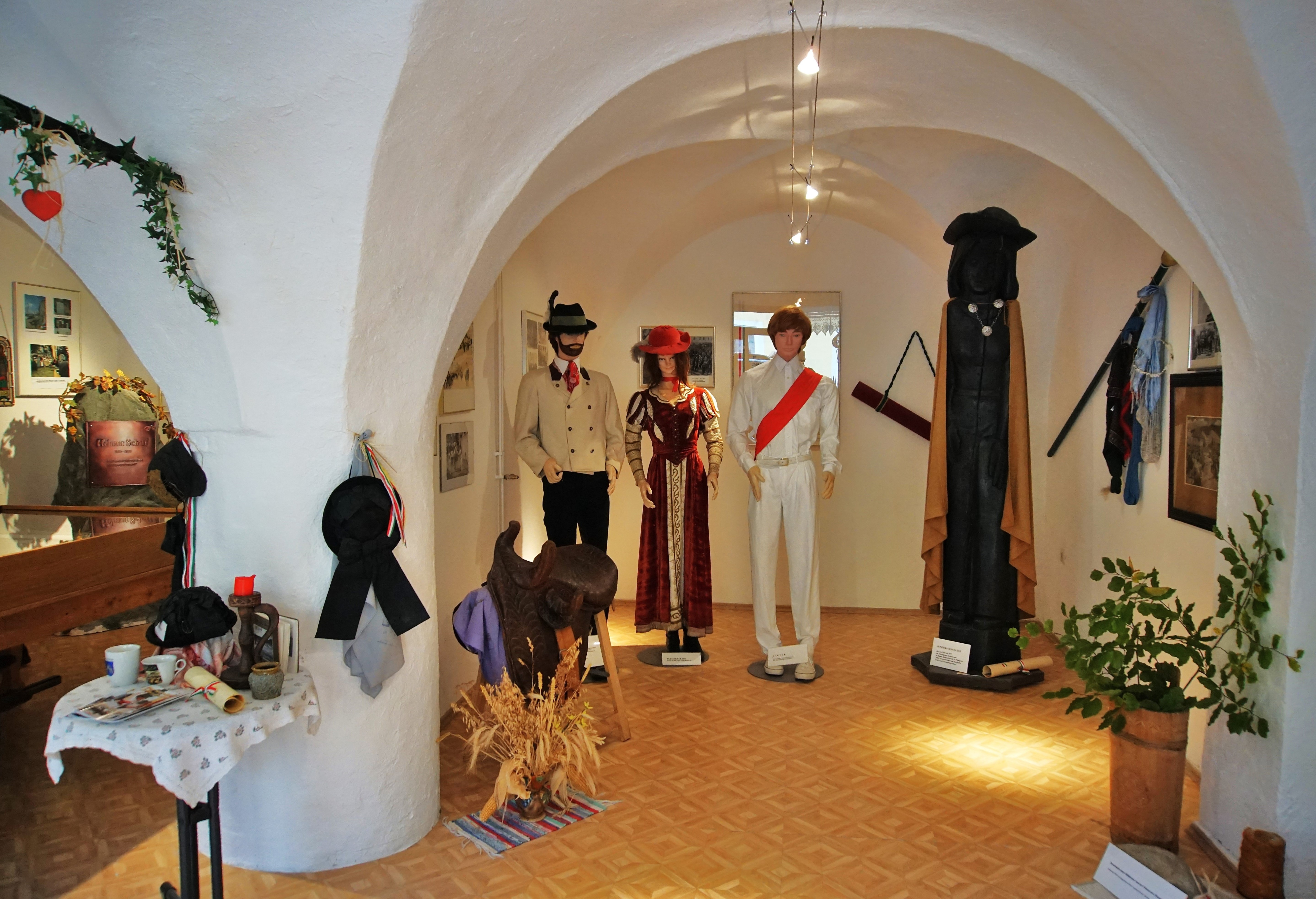
Blick in das Brauchtumsmuseum

Das Gurktal war lange Zeit von dichten Wäldern bedeckt und unbesiedelt. Erst als das Land von den Römern besetzt wurde und diese eine Verbindungsstraße durch das Gurktal nach Salzburg anlegten, entstanden erste Ansiedlungen, so entstand auch in Altenmarkt die Poststation Beliandrum. Spätestens im 9. Jahrhundert wurden auch die Randgebiete der Wimitzer Berge und des Mödringbergs besiedelt.
Zwischen 1050 und 1065 entstand durch Zuwanderung von Bayern eine Ansiedlung am Zammelsberg (Zumoltiperg). Die Ortschaft Weitensfeld wurde 1131 erstmals urkundlich erwähnt. 1192 fiel der bis dahin steirische Besitz an die Babenberger, diese schenkten ihn 1202 dem Domstift Gurk. 1203 erhielt der Ort das Marktrecht.
1476 und 1478 kam es zu Zerstörungen bei Einfällen der Türken. Im Sommer 1478 wurde Weitensfeld wie viele andere Orte geplündert und niedergebrannt. Am 17. April 1814 zerstörte ein Großbrand 45 Häuser samt Wirtschaftsgebäude. Der Schaden wurde auf 185.432 Gulden geschätzt. Brandursache war Funkenflug durch ein Freudenfeuer bei einer Feier anlässlich des Sieges über Napoleon Bonaparte in der Völkerschlacht bei Leipzig.
Nach der Bildung der Ortsgemeinde im Jahr 1850 wurden Weitensfeld 1871 die Katastralgemeinden Thurnhof und Zweinitz (davor zu Gurk gehörig) angeschlossen. Von 1973 an wurde Weitensfeld im Zuge der Kärntner Gemeindereform Teil der Großgemeinde Weitensfeld-Flattnitz. Nach einer Volksbefragung wurden die Gemeinden Deutsch-Griffen, Glödnitz und Weitensfeld 1991 wieder selbständig, ein Teil von Flattnitz verblieb zunächst bei Weitensfeld, wurde aber mit Wirkung vom 1. Jänner 1994 abgetrennt und der Gemeinde Glödnitz angeschlossen. Seit diesem Zeitpunkt besteht das Gemeindegebiet in seinen heutigen Grenzen, seit 1. Jänner 1995 führt die Gemeinde den Namen Weitensfeld im Gurktal.
Hochwasser an der Gurk tritt immer wieder auf. Im Herbst 2019 grub sich die Gurk bei Kleinglödnitz über 300 Meter ein rund zwei Meter tiefes und 40 Meter breites neues Bachbett.

### Staatsbürgerschaft, Religion
Laut Volkszählung 2001 hat Weitensfeld 2.474 Einwohner, davon besitzen 97,8 % die österreichische Staatsbürgerschaft. 91,0 % der Bevölkerung bekennen sich zur römisch-katholischen und 3,6 % zur evangelischen Kirche, 2,7 % der Einwohner sind ohne religiöses Bekenntnis.

### Bevölkerungsentwicklung
Bereits seit 1981 gibt es eine starke Abwanderung aus der Gemeinde, seit 2001 ist auch die Geburtenbilanz negativ.
| Weitensfeld im Gurktal: Einwohnerzahlen von 1869 bis 2024 | Weitensfeld im Gurktal: Einwohnerzahlen von 1869 bis 2024 | Weitensfeld im Gurktal: Einwohnerzahlen von 1869 bis 2024 | Weitensfeld im Gurktal: Einwohnerzahlen von 1869 bis 2024 | Weitensfeld im Gurktal: Einwohnerzahlen von 1869 bis 2024 |
| --------------------------------------------------------- | --------------------------------------------------------- | --------------------------------------------------------- | --------------------------------------------------------- | --------------------------------------------------------- |
| Jahr                                                      |                                                           |                                                           |                                                           | Einwohner                                                 |
| 1869                                                      | 1869                                                      |                                                           | 2.711                                                     | 2.711                                                     |
| 1880                                                      | 1880                                                      |                                                           | 2.655                                                     | 2.655                                                     |
| 1890                                                      | 1890                                                      |                                                           | 2.674                                                     | 2.674                                                     |
| 1900                                                      | 1900                                                      |                                                           | 2.971                                                     | 2.971                                                     |
| 1910                                                      | 1910                                                      |                                                           | 2.938                                                     | 2.938                                                     |
| 1923                                                      | 1923                                                      |                                                           | 2.795                                                     | 2.795                                                     |
| 1934                                                      | 1934                                                      |                                                           | 3.099                                                     | 3.099                                                     |
| 1939                                                      | 1939                                                      |                                                           | 2.880                                                     | 2.880                                                     |
| 1951                                                      | 1951                                                      |                                                           | 3.129                                                     | 3.129                                                     |
| 1961                                                      | 1961                                                      |                                                           | 3.056                                                     | 3.056                                                     |
| 1971                                                      | 1971                                                      |                                                           | 2.837                                                     | 2.837                                                     |
| 1981                                                      | 1981                                                      |                                                           | 2.833                                                     | 2.833                                                     |
| 1991                                                      | 1991                                                      |                                                           | 2.694                                                     | 2.694                                                     |
| 2001                                                      | 2001                                                      |                                                           | 2.474                                                     | 2.474                                                     |
| 2011                                                      | 2011                                                      |                                                           | 2.181                                                     | 2.181                                                     |
| 2021                                                      | 2021                                                      |                                                           | 2.002                                                     | 2.002                                                     |
| 2024                                                      | 2024                                                      |                                                           | 1.998                                                     | 1.998                                                     |
| Quelle(n): Statistik Austria, Gebietsstand 1.1.2021       |                                                           |                                                           |                                                           |                                                           |

## Kultur und Sehenswürdigkeiten

### Bauwerke
- Pfarrkirche Hl. Johannes Ev. in Weitensfeld: 1285 erstmals urkundlich erwähnt, ehemalige Wasser-Wehrkirche mit rundem Wehrturm von Anfang des 16. Jahrhunderts
- Filialkirche St. Magdalena in Weitensfeld: Aus dieser Kirche stammt das älteste erhaltene Glasgemälde Österreichs, die romanische Magdalenenscheibe, entstanden um 1170 (in der Kirche befindet sich eine Nachbildung, das Original im Diözesanmuseum Klagenfurt)
- Wehrkirche Altenmarkt
- Wehrkirche Zweinitz
- Wehrkirche Zammelsberg
- Waldkapelle Weitensfeld
- Schloss Thurnhof in Zweinitz
- Brauchtum-Museum

### Regelmäßige Veranstaltungen
- Kranzelreiten: Das an den Pfingstfeiertagen stattfindende Kranzelreiten ist eines der ältesten Brauchtumsfeste in Kärnten. Der Sage nach beruht dieser Brauch auf einer Gegebenheit zu Zeiten der Pest, als fast die gesamte Bevölkerung getötet wurde, und sich die verbliebenen drei Bürgersöhne sich um ein Edelfräulein gestritten haben sollen, um die die drei jungen Männer schließlich um die Wette liefen. Bei dem Volksfest darf der Sieger die steinerne Jungfrau küssen, alle 25 Jahre (zuletzt 2022) eine lebende. Kranzelreiten wurde 2016 von der UNESCO als Immaterielles Kulturerbe in Österreich anerkannt.[8]
- Karl-May-Festspiele: fanden jedes Jahr Ende Juni bis Anfang September statt (1995 bis 2013)
- Speckkirchtag: findet Anfang Mai statt
- Kugelschlagen in Zweinitz und Nassing: findet jährlich am Ostersonntag statt

## Wirtschaft und Infrastruktur
Die Wirtschaft ist geprägt von Land- und Forstwirtschaft sowie kleinen Gewerbebetrieben. Darunter befinden sich eine Arzneimittelproduktion und eine Lärchenharzraffinerie.

### Wirtschaftssektoren
Die folgende Tabelle zeigt die Entwicklung der Anzahl der Betriebe und der Beschäftigten in den Wirtschaftssektoren:
| Wirtschaftssektor            | Anzahl Betriebe | Anzahl Betriebe | Anzahl Betriebe | Erwerbstätige | Erwerbstätige | Erwerbstätige |
| Wirtschaftssektor            | 2021            | 2011            | 2001            | 2021          | 2011          | 2001          |
| ---------------------------- | --------------- | --------------- | --------------- | ------------- | ------------- | ------------- |
| Land- und Forstwirtschaft 1) | 110             | 167             | 215             | 136           | 128           | 78            |
| Produktion                   | 32              | 31              | 19              | 134           | 130           | 149           |
| Dienstleistung               | 96              | 88              | 65              | 285           | 278           | 255           |

1) Betriebe mit Fläche in den Jahren 2010 und 1999, Arbeitsstätten im Jahr 2021

### Schulen
In der Gemeinde befinden sich eine Hauptschule, eine Volksschule, eine Musikschule, ein Kindergarten, ein Postamt sowie drei Freiwillige Feuerwehren.

### Verkehr
Weitensfeld lag an der Gurktalbahn und liegt an der Gurktalstraße.

## Politik

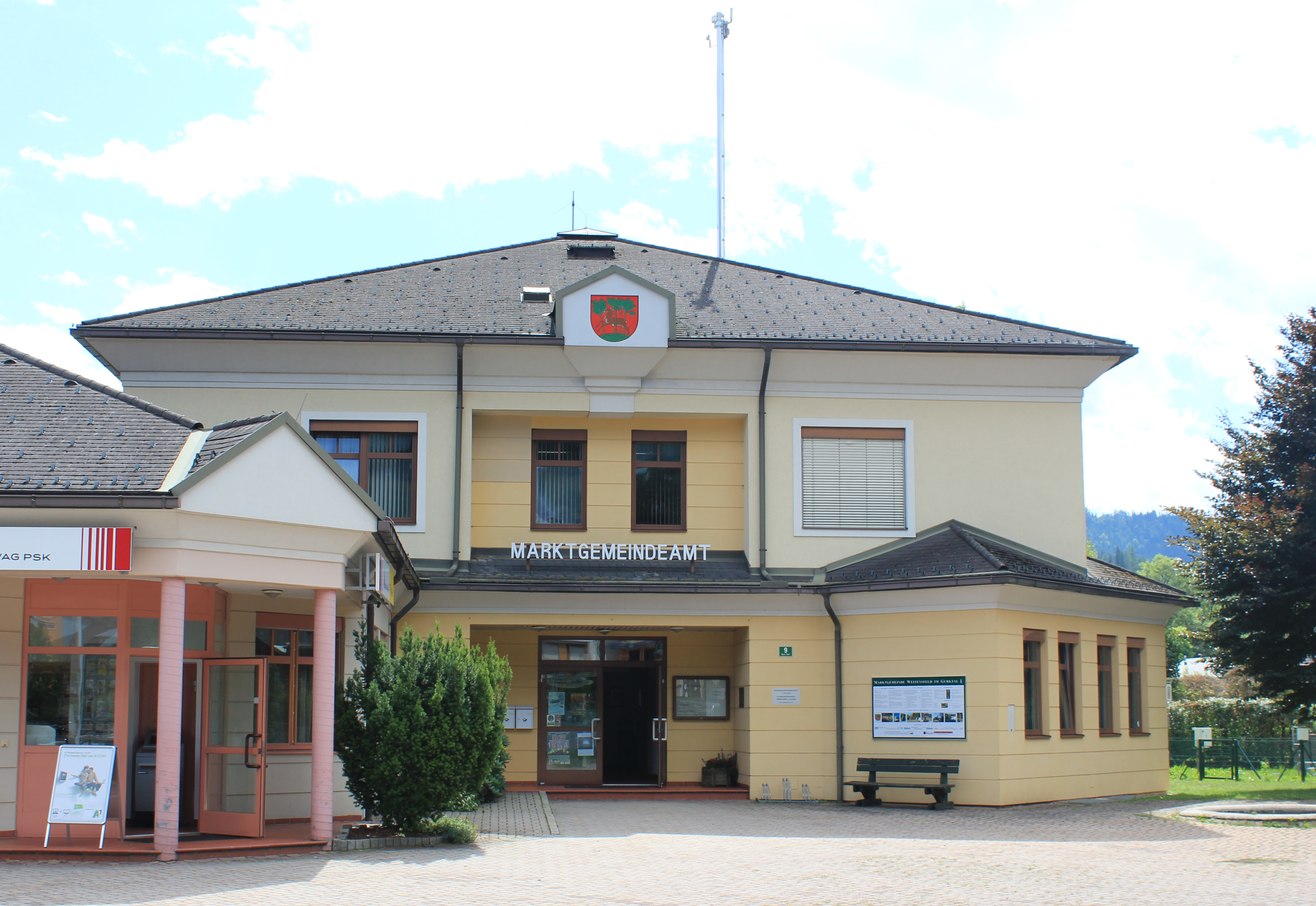
Das Gemeindeamt

### Gemeinderat und Bürgermeister
Der Gemeinderat von Weitensfeld hat 19 Mitglieder.
- Nach der Gemeinderatswahl 2015 setzte er sich aus Mandataren folgender Parteien zusammen: 11 ÖVP,  5 FPÖ und 3 SPÖ.[15]
- Nach der Gemeinderatswahl 2021 setzt er sich aus Mandataren folgender Parteien zusammen: 11 ÖVP, 5 FPÖ, 3 SPÖ.[16]

Direkt gewählter Bürgermeister ist Franz Sabitzer (ÖVP).

### Wappen
Dem Markt Weitensfeld wurde am 4. Oktober 1629 durch Kaiser Ferdinand II. ein eigenes Wappen verliehen: „Einen roten Schild, darinnen ein Hirsch im grünen Felde zwischen vier Weidenbaimb gegen die rechte Seite zum Sprunge geschicket.“ Die Rot-Weiß-Grüne Fahne mit eingearbeitetem Wappen ist seit dem 18. Jahrhundert nachgewiesen. Eine Erneuerung der Wappen- und Fahnenverleihungsurkunde erfolgte am 1. Februar 1974 mit folgender Blasonierung: „In Rot über grünem Grund zwischen vier Weidenbäumen nach rechts springender Hirsch.“
Die Motivwahl des springenden Hirsches geht wohl „redend“ auf zwei volksetymologische Varianten der Herkunft des Ortsnamens zurück: Zum einen wird ein „Weidenfeld“, zum anderen ein Spruch „Hirsch, spring weit ins Feld!“ zum Ursprung für den heutigen Orts- und Gemeindenamen erklärt. Nach Kranzmayer (Ortsnamenbuch 1959) hingegen ist Weitensfeld aber nach dem erschlossenen Personennamen „Witin“ zu deuten.

### Gemeindepartnerschaft
- Ragogna, Italien (seit 2003)

## Persönlichkeiten

### Söhne und Töchter der Gemeinde
- Wilhelm Gorton (1864–1922), Großgrundbesitzer und Politiker, Abgeordneter zum Kärntner Landtag 1899–1914
- Gertrude Lübbe-Wolff (* 1953), Richterin